# Ann Jillian
Ann Jillian (nacida como Ann Jura Nauseda ; 29 de enero de 1950) es una actriz y cantante estadounidense retirada cuya carrera comenzó como actriz infantil en 1960.
Es conocida por su papel de la sensual Cassie Cranston en la comedia de situación de la década de 1980 It's a Living.
También fue ganadora en los Premios Globos de Oro cómo Actriz de miniserie o telefilme.

## Trayectoria
Jillian inició su carrera como actriz infantil en películas de Disney. Posteriormente, trabajo en papeles de reparto y recurrentes en varias sitcoms de los años sesenta.
A fines de la década de 1970, participó en giras de comedias musicales, incluida Words and Music de Sammy Cahn. Después de aparecer con Mickey Rooney en la obra Goodnight Ladies en Chicago, los productores eligieron a Ann Jillian para que apareciera en la compañía original de Sugar Babies en Broadway con Rooney y Ann Miller en 1979. También protagonizó I Love My Wife en el Teatro Drury Lane de Chicago.
Jillian apareció en más de 25 películas, principalmente para televisión. Aunque ya tenía casi dos décadas de créditos en cine y televisión, saltó a la fama nacional por primera vez en la serie de la década de 1980 It's a Living , una comedia de situación que elevó a Jillian al estatus de símbolo sexual en 1980.
Interpretó a Mae West en 1982, una película hecha para televisión. Jillian fue nominada a una actriz principal en los Emmy y Globo de Oro por su actuación.
En 1989 protagonizó la película para televisión La historia de Ann Jillian, la cual obtuvo el Globo de Oro cómo Mejor Actriz de miniserie o telefilme.
A principios de los años 2000 se retiró de la actuación.